# キーウィバーガー

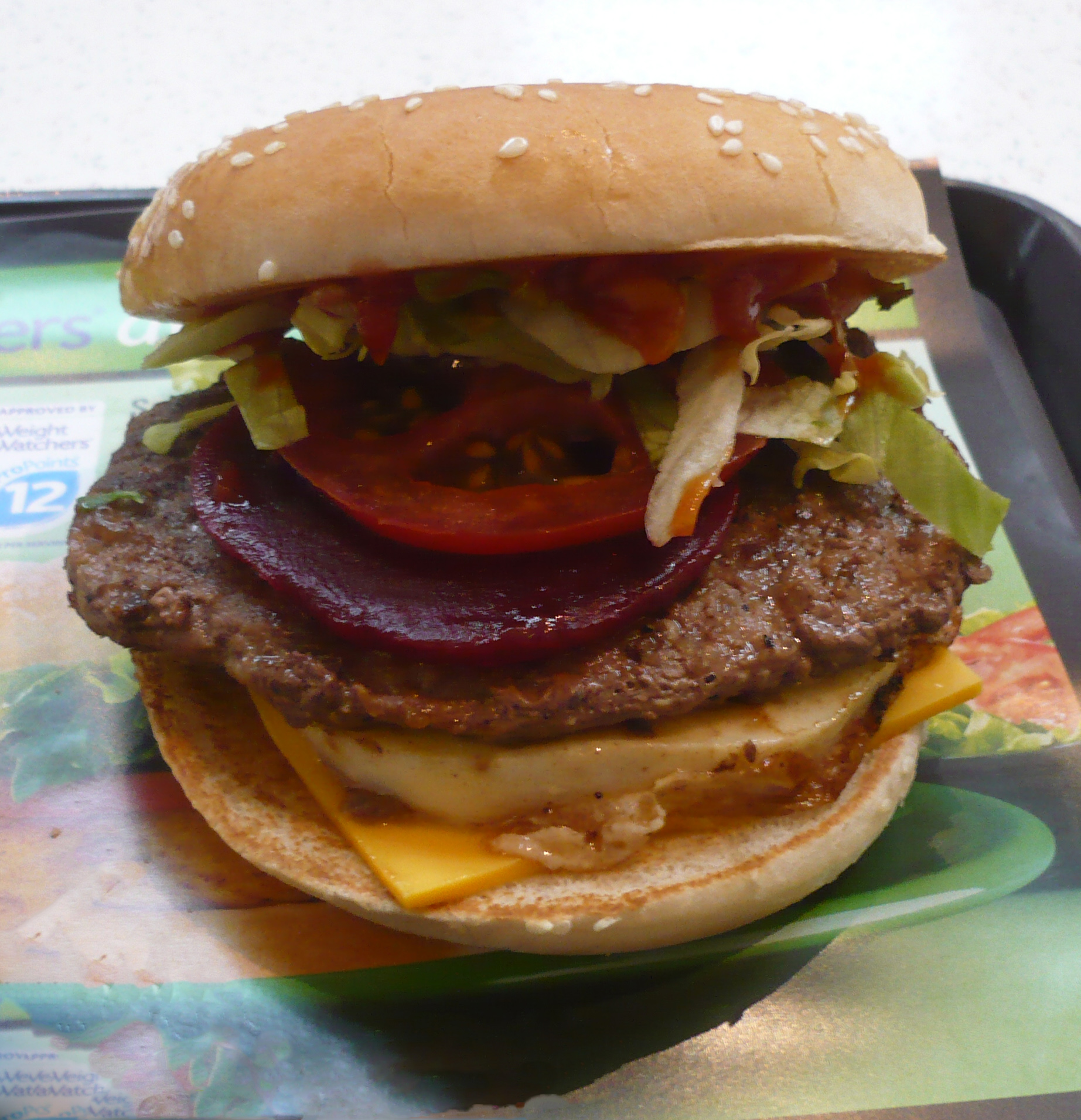

キーウィバーガー(Kiwiburger)は、ニュージーランド内のマクドナルド（マクドナルド・ニュージーランド）で販売されているハンバーガーである。4オンス（113 g）のビーフパティと目玉焼き、ビートルート、トマト、レタス、チーズ、タマネギ、マスタード、ケチャップをトーストしたバンズに挟む。

## 歴史
キーウィバーガーは、フランチャイジーのブライアン・オールドのアイデアで、1976年にマクドナルドがニュージーランドに進出する前に、典型的なニュージーランドのハンバーガーをノスタルジックにアレンジして考案したものである。まずは、ハミルトン内にあるオールドの5つのレストランで試験的に提供され、1991年に全国的なメニューに加えられた。
キーウィバーガーは2004年にメニューから消えたが、その後、2007年5月、2009年、2011年、2020－21年、2023－24年に期間限定で復活している。